# Phyllostachys heteroclada
Phyllostachys heteroclada là một loài thực vật có hoa trong họ Hòa thảo. Loài này được Oliv. miêu tả khoa học đầu tiên năm 1894.